# Merenre Nemtyemsaf II
Merenre Nemtyemsaf II (/mɛrən.rɑː nɛmti.ɛm.sɑːf/) là một pharaon của Ai Cập cổ đại, ông là vị vua thứ 6 và là một vị vua áp chót của vương triều thứ 6. Ông đã cai trị trong 1 năm và 1 tháng vào nửa đầu thế kỷ thứ XXII TCN, vào giai đoạn gần cuối của thời kỳ Cổ Vương quốc. Nemtyemsaf II có thể đã lên ngôi khi đã mà ông đã già, ông đã kế tục triều đại lâu dài của cha ông, Pepi II Neferkare, vào thời điểm khi mà quyền lực của pharaon đang sụp đổ.

## Chứng thực
Merenre Nemtyemsaf II được chứng thực ở dòng thứ 4, cột thứ sáu của cuộn giấy cói Turin, một bản danh sách vua được biên soạn vào đầu Thời đại Ramesses. Mặc dù tên của ông đã bị mất trong cuộn giấy này, độ dài triều đại của ông vẫn có thể đọc được là 1 năm và 1 tháng, tiếp sau triều đại của Pepi II Neferkare. Nemtyemsaf II còn được chứng thực ở mục thứ 39 của bản Danh sách vua Abydos , mà có niên đại là vào triều đại của Seti I và là một trong những ghi ghép lịch sử được bảo tồn tốt nhất cho giai đoạn cuối của thời kỳ Cổ Vương quốc và giai đoạn đầu của thời kỳ Chuyển tiếp thứ nhất. Bản danh sách vua Abydos là văn kiện duy nhất ghi lại tên ngai của Nemtyemsaf II là Merenre. Một nguồn lịch sử sau này còn ghi lại sự tồn tại Nemtyemsaf II đó là tác phẩm Aegyptiaca của Manetho, một tác phẩm lịch sử của Ai Cập được viết vào thế kỷ thứ III TCN. Manetho ghi lại tên của Nemtyemsaf II là Menthesouphis cùng với triều đại kéo dài 1 năm
Chỉ có duy nhất một hiện vật đương thời được biết chắc chắn là thuộc về Nemtyemsaf II. Đó là một cửa giả bị hư hại có khắc tên của Sa-nesu semsu Nemtyemsaf nghĩa là "Người con trai cả của đức vua Nemtyemsaf" và được phát hiện gần vị trí kim tự tháp của Neith, Nữ hoàng và là em gái cùng cha khác mẹ với Pepi II, nhiều khả năng bà là mẹ của Nemtyemsaf II. Như được gợi ý bởi tên hiệu "Người con trai cả của đức vua", dòng chữ khắc này đã được tạo ra trước khi Nemtyemsaf kế vị ngai vàng, khi ông còn là thái tử và cho thấy rằng ông đã mang tên gọi này trước khi trở thành một pharaon. Một hiện vật thứ hai có thể thuộc về Nemtyemsaf II: Một sắc lệnh để bảo vệ giáo phái thờ cúng của Ankhesenpepi I và Neith được phát hiện trong ngôi đền tang lễ của Neith. Nếu sắc lệnh này thực sự được Nemtyemsaf II ban hành thì tên Horus của ông sẽ là S[...]tawy, nó có nghĩa là "Ngài là người khiến cho hai vùng đất...".

## Triều đại
Nemtyemsaf II đã kế vị vua cha Pepi II sau một triều đại cực kỳ lâu dài của ông ta, nó được tin là đã kéo dài tới 94 năm. Chúng ta không biết chắc chắn về những hoạt động của Nemtyemsaf nhưng dường như ông đã phải đối mặt với sự sụp đổ của quyền lực hoàng gia và sự trỗi dậy của những nomarch ở các tỉnh. Không đầy 3 năm sau khi ông qua đời, thời kỳ Cổ Vương quốc đã kết thúc và sự hỗn loạn của thời kỳ Chuyển tiếp thứ nhất đã bắt đầu. Nemtyemsaf II có thể đã bắt đầu xây dựng một kim tự tháp cho bản thân, nếu đúng như vậy thì nó sẽ nằm tại Saqqara, gần với kim tự tháp của cha ông.

## Câu chuyện của Herodotos
Trong tác phẩm Histories, sử gia Hy Lạp Herodotus ghi chép lại một truyền thuyết mà theo đó nữ hoàng Ai Cập Nitocris đã tiến hành trả thù cho cái chết của người anh trai và cũng là chồng của bà, mà được cho là Nemtyemsaf II, bằng cách dìm chết tất cả những kẻ đã sát hại ông ta trong một bữa tiệc. Ngày nay, người ta đã nhìn nhận rằng tên gọi "Nitocris" là kết quả của một sự hợp nhất và bóp méo đối với tên gọi của một vị pharaon thực sự khác, Neitiqerty Siptah, người đã kế vị Nemtyemsaf II.